# Malá Vrbka
Malá Vrbka település Csehországban, Hodoníni járásban. Malá Vrbka Hrubá Vrbka és Tasov településekkel határos. Lakosainak száma 161 fő (2024. január 1.).

## Népesség
A település lakosságának változását az alábbi diagram mutatja:
| Lakosok száma | 263  | 344  | 375  | 365  | 292  | 200  | 184  | 164  | 150  | 161  |
|               | 1869 | 1900 | 1921 | 1961 | 1980 | 2011 | 2016 | 2019 | 2021 | 2024 |